# Зак, Лев Сергеевич
Лев Сергеевич Зак (псевдоним Странник; 13 сентября 1869, Старый Быхов, Могилёвская губерния — ?) — российский экономист, журналист.

## Биография
Лев Сергеевич родился 13 сентября 1869 года, его брат Самуил (Сергей) Сергеевич Зак (1868—1930) — будущий научный сотрудник Госплана РСФСР.
Учился в гимназии, на физико-математическом факультете Новороссийского университета (но за участие в революционной деятельности учёба была прекращена), учился химии в Дрездене и Шарлоттенбурге (Германия).
В 1898 году сдал экзамен экстерном на юридическом факультете Новороссийского университета. Работал в губернской земской управе Нижегородской и Таврической губерний. С 1908 года экономист в области кооперации.
Печатался в «Русском богатстве», «Русской мысли», «Вестнике Европы», «Вестнике кооперации». Основал и редактировал газету «Жизнь Крыма» (1906—1907). Печатался также в «Одесском вестнике», «Минском листке», «Речи», «Вестнике Таврического землячества», «Заветах». Редактировал «Южные ведомости» (1907-08).
Автор статей в 7-м издании Энциклопедического словаря Гранат. Автор статьи о Николае Чернышевскомъ в Энциклопедическом словаре Брокгауза и Ефрона.
Был членом ПСР. В 1917 году был включен в предварительный список обязательных кандидатов в Учредительное собрание от ЦК ПСР, но ни в один из окончательных избирательных списков не попал.

## Сочинения
- Народные переписи: Общедоступный очерк — Одесса : Тип. Южно-рус. о-ва печ. дела, 1897. — 52 с.
- Регулирование заработной платы (М., 1907)
- Условные вклады (СПб, 1911)